# Livs levande TV
Livs levande TV (originaltitel The Big Time) är en TV-film från 2002 regisserad av Paris Barclay.

## Handling
Det är 1948 på Manhattan, en grupp människor ska försöka att få en växande TV-kanal att bli framgångsrik.

## Om filmen
Filmen är inspelad på i Warner Brothers Burbank Studios i Burbank. Den visades första gången den 20 oktober 2002 och var tänkt som pilotavsnitt för en TV-serie, som dock aldrig blev av.

## Rollista
- Dylan Baker – översten
- Molly Ringwald – Marion Powers
- Christopher Lloyd – Doc Powers
- Christina Hendricks – Audrey Drummond
- Shane Johnson – Timothy Wilkison
- Michael B. Silver – Walt Kaplan
- Sharif Atkins – Joe Royal
- John de Lancie – Vaughn Cla

### Webbkällor
- Livs levande TV på Internet Movie Database (engelska)